# Princz Gábor
Princz Gábor (Moszkva, 1956. március 9. – Bécs, 2018. november 17.) magyar közgazdász, a Postabank volt vezérigazgatója.

## Életpályája
Édesapja a külkereskedelemben dolgozott, édesanyja könyvtáros. Iskoláit a budapesti Váci utcai zenei általános iskolában kezdte, majd egy matematika-fizika tagozatos gimnáziumban folytatta, középiskolai tanulmányait Moszkvában fejezte be. Felsőfokú tanulmányait a moszkvai Lomonoszov Egyetem politikai gazdaságtan tanári szakán kezdte, a budapesti Marx Károly Közgazdasági Egyetemen folytatta külkereskedelmi szakon, ugyanezen egyetem külgazdasági szakán végzett.
A rendszerváltás előtt jelentős karriert futott be a Magyar Kommunista Ifjúsági Szövetségben, a KISZ-ben.
Az egyetem elvégzése után a Magyar Nemzeti Bank munkatársa volt 1988 tavaszáig, ekkor részt vett a Postabank létrehozásában. Az 1988-tól 1998-ig terjedő időszakban a Postabank Rt. elnök-vezérigazgatója. Támogatást nyújtott a Lakiteleki Népfőiskolának és minden politikai pártnak, így a Fidesznek és MSZP-nek is.
1992-ben egyik alapító tagja volt a Láthatatlan Kollégiumnak. Az 1998-as kormányváltás után menesztették, később Ausztriába költözött.
1996-ban maga is szerepelt – mint a légiós tábor bankára – az általa szponzorált A három testőr Afrikában c. filmvígjátékban, amelyet Bujtor István rendezett.
1997-ben büntetőeljárás indult ellene és hat munkatársa ellen, amelyben hibás üzletpolitikával és hűtlen kezeléssel vádolták őket, de ebben az ügyben a Fővárosi Bíróságon első fokon felmentő ítélet született 2006-ban. 
A Fővárosi Ítélőtábla 2008. január 10-én  a korábban felmentett Princz Gábort és a Postabank három másik vezetőjét másodfokon bűnösnek mondta ki. A Fővárosi Ítélőtábla Princz Gábort 3,6 millió forint pénzbüntetésre ítélte. Az ítéletet azzal indokolták, hogy az eljárás akkor már egy évtizede húzódott, illetve a vádiratban felrótt legtöbb cselekmény miatt a bankvezetők büntetőjogi felelőssége nem volt megállapítható.  A Legfelsőbb Bíróság 2009. február 11-én jogerősen 3,6 millió forint pénzbüntetésre ítélte, miután úgy ítélte, hogy tevékenységével több társával bankpánikot keltett.
Második felesége Malek Andrea volt 1993-tól 2000-ig.
Négy gyermeke született, két lány első feleségétől (Orsolya és Viktória), és két fiú második házasságából: ifj. Princz Gábor (1994) és Princz Péter (1998).
2018. november 17-én Bécsben hunyt el.